# UCCミルクコーヒー
UCCミルクコーヒーは、UCC上島珈琲株式会社が、1969年、日本で初めて開発された缶詰入りコーヒー風味の飲料（コーヒー牛乳に同じ。正式には乳飲料に分類）である。別名UCCオリジナル。

## 開発
UCCの創業者・上島忠雄は駅の売店で購入した瓶入りのコーヒー風飲料を飲んでいたが、列車の出発が予想以上に早まり、結果的に飲み残すことになってしまった経験を持っている。それが心残りだった上島は「コーヒー風飲料を缶詰入りにしたらいつでもどこでも、手軽に飲めるだろうか」と考えたといわれる。そこで上島を中心に缶コーヒーの開発チームが結成されたが、缶詰の特有である鉄の流出による化学反応や、ミルクとコーヒーの分離などが懸念されるなどしたが、それらの紆余曲折を経て1969年、「UCCコーヒー・ミルク入り」として新発売された。
商品が開発された当初からミルクのクリーミー感を出すために牛乳を主原料としたため、公式な分類は乳飲料となっている。
最初は、UCCの社員が総出で、駅や小売店などで声を掛けたり、電車に乗り通勤客を相手に実飲するなど、様々な工夫を凝らす。1970年、大阪府吹田市で行われた日本万国博覧会（大阪万博）では会場内でも発売するや、リピーターが続出し、大ヒット商品に名乗りを上げるようになった。今日では年間約3億5000万ケースを売り上げている。
当初は、専用のオープナー（穴あけ）で缶を開けるタイプであったが、1980年代からはプルトップ方式を採用している。
パッケージのトリコロール柄は、茶色が「焙煎した珈琲豆」、白が「珈琲の花」、赤は「熟した珈琲豆の実」を意味している。パッケージのデザインはマイナーチェンジを繰り返し、10代にわたりデザインが変更されている。